# Banyuputih (Situbondo)
Banyuputih is een bestuurslaag in het regentschap Situbondo van de provincie Oost-Java, Indonesië. Banyuputih telt 4795 inwoners (volkstelling 2010).